# برنا بای برلین
شهر برنا بای برلین در ایالت برندنبورگ در کشور آلمان واقع شده است.